# Narración oral en Cuba
La narración oral en Cuba es el resultado, por un lado, de la existencia de una cultura precolombina que no rebasó el neolítico y que apenas deja huellas orales, la presencia española después de 1492 y por otro de la introducción de mano de obra esclava africana que aporta una rica variedad de ritos, mitos, costumbres, cosmovisiones, ceremonias y ceremoniales orales, que conforman la tradición espiritual cubana. 
Habría que tener en cuenta además las oleadas de emigrantes chinos, árabes, judíos, europeos, estadounidenses, japoneses y la emigración francesa proveniente de Haití que se asentó de preferencia en el sur de la región oriental del país. 
Tradiciones y cosmovisiones negras se relacionan con la tradición occidental judeocristiana y con las maneras de expresar esa espiritualidad en la península ibérica, caracterizada la multiculturalidad, ya que a Cuba llegaron fundamentalmente canarios, andaluces, castellanos y gallegos y con ellos historias de muy diversa índole y contenido.

## Historia
Entre los siglos  XV y el XIX se sedimentan las distintas herencias culturales y aparece lo criollo primero y después lo propiamente cubano.
En el siglo XX y a partir de la experiencia estadounidense de La Hora del Cuento algunas personalidades promueven experiencias de narración oral artística, ya no comunitario artístico, sino con fines pedagógicos y artísticos en escuelas y bibliotecas. Es la época llamada del “liceísmo”
Sin embargo, después de una etapa inicial de auge, apenas quedan algunas experiencias vigentes de esta experiencia oral conocida también como “corriente escandinava” de narración oral artística.
Haydeé Arteaga, quien contaba desde la primera mitad del siglo XX en espacios relacionados con lo comunitario y el sindicalismo, fue en los años sesenta fundadora y directora de una escuela de narradores orales de vida efímera.
En 1956 se estrena como narrador oral Luis Mariano Carbonell, con un espectáculo que algunos consideran hoy una primera aproximación a la narración escénica de cuentos, aunque esta realmente comienza en los años setenta con Francisco Garzón Céspedes, narrador y pedagogo, que renueva el antiguo arte de contar y genera una nueva modalidad hoy conocida como narración oral escénica. 
Garzón Céspedes, junto a Teresita Fernández, trovadora y maestra, desarrolló La Peña de los Juglares, que fue una experiencia oral, comunicadora y escénica, entre más, de integración de las artes, que generó otros eventos como La Peña del Brocal, fundada en 1987, en Camagüey
Existieron y existen espacios para la práctica y el desarrollo y la investigación de la oralidad popular tradicional así como experiencias individuales.

### Generaciones de narradores orales
Hoy en Cuba conviven varias generaciones de narradores orales: 
- Narradores Orales que participaron desde los orígenes en el movimiento narrador oral escénico contemporáneo(generaciones de narradores orales como Mayra Navarro, Jesús Lozada, Miriam Broderman, Coralia Rodríguez, formados y dirigidos por Garzón Céspedes).
- Conversadores y cuenteros populares como Eusebio Leal, Francisco Martínez Hinojosa, Hermógenes Pérez, Lorenzo Jardines o Francisco López Sacha.
- Alumnos de las experiencias formativas de Francisco Garzón Céspedes y Mayra Navarro (Elvia Pérez Nápoles, Silvia Tellería, Osvaldo Manuel, entre otros); o de Mayra Navarro en los Talleres básicos de Narración oral de la CIINOE, en la cual Mayra Navarro fue su delegada en Cuba desde su fundación en la década de 1990 hasta el 2006 en que se crea a propuesta de Octavio Pino y con el consenso de la maestra Mayra navarro y un grupo de sus alumnos el Foro de Narración Oral del Gran Teatro de La Habana (Octavio Pino, Lucas Nápoles, Mirtha Portillo, y varios otros alumnos de narración oral).
- Proyectos en diversas partes del territorio insular como los de Ury Rodríguez, Virginia López y otros narradores en la ciudad de Guantánamo, Fátima Pattersson y la Bienal Internacional de Oralidad de Santiago de Cuba o los eventos de la Casa del Caribe y la Casa de las Tradiciones en esta misma ciudad.

Otras zonas del país (Matanzas, Las Tunas, Holguín, Isla de la Juventud, etc.) y en la capital desarrollan eventos de oralidad y cuentería de muy variado corte como Contar con La Habana, Primavera de Cuentos y Fiesta de la Palabra-Contarte .
Diversas formas de oralidad narradora artística conviven en Cuba, desde la cuentería popular hasta diferentes maneras de enfrentar el acto oral, comunicador, oral escénico, urbano y contemporáneo que es hoy la narración oral artística contemporánea.

### En la actualidad
La existencia de la Cátedra Iberoamericana Itinerante de Narración Oral Escénica (CIINOE), la Sección de Narradores Orales de la Unión de Escritores y Artistas de Cuba (UNEAC), la Cátedra María del Carmen Garcini de Narración Oral, la Cátedra de Oralidad Carolina Poncet, el Foro de Narración Oral del Gran Teatro de La Habana y otros espacios teórico-prácticos son muestra del reconocimiento que hoy tiene la narración oral allí.